# Ceratogomphus
Genre
Ceratogomphus est un genre de libellules de la famille des Gomphidae (sous-ordre des Anisoptères, ordre des Odonates).

## Description et taxonomie
Le genre Ceratogomphus a été décrit par Sélys Longchamps en 1854. Carles l'a classé dans la sous-famille Phyllogomphini avec les genres Phyllogomphus et Isomma. La taxonomie des Odonata africaines reste problématique à l'exception de quelques genres dont Ceratogomphus qui semble bien homogène. Ce genre est classé dans l'ordre des Odonates.

## Liste d'espèces
Ce genre comprend deux espèces :
- Ceratogomphus pictus Hagen in Selys, 1854
- Ceratogomphus triceraticus Balinsky, 1963